# Álgebra universal
El Álgebra Universal es el sector de la matemática que estudia las ideas comunes a todas las estructuras algebraicas.

Desde el punto de vista del álgebra universal, un álgebra (o álgebra abstracta) es un conjunto A dotado de una serie de operaciones que actúan sobre A. Una operación n-aria sobre A es una función que acepta n elementos de A y retorna un solo elemento de A.